# Manuel de Andrade (jornalista)
Manuel de Andrade (ilha de São Jorge, Açores, Portugal —?) foi um jornalista e jurista português, formado em advocacia, profissão que exerceu na comarca da vila das Velas, ilha de São Jorge. Foi redactor do jornal "Jorgense", que se publicou na ilha de São Jorge.